# Bob Schreck
Bob Schreck (2 de fevereiro de 1955) é um editor americano de histórias em quadrinhos. Durante a década de 1990, foi o responsável pela publicação de significativas obras da Dark Horse Comics, como as séries Sin City e Madman e a revista Dark Horse Presents. Em 1997, foi o cofundador da editora Oni Press, onde permaneceu até 1999, quando foi contratado pela DC Comics para ser o responsável por coordenar as histórias do personagem Batman. Pela década seguinte, Schreck trabalharia em inúmeros projetos, até ser dispensado no início de 2009.
Desde outubro de 2009, Schreck atua como editor na IDW Publishing, onde debutou como escritor, na série Jurassic Park: Redemption!, lançada em 2010'.

## Biografia
Inicialmente, Schreck aspirava tornar-se um cantor, e por cerca de oito anos participou, tanto como cantor quanto como empresário de uma banda. Num determinado momento, Adam Malin  - um dos fundadores da empresa Creation Entertainment, especializada em organizar convenções - ingressou na banda como tecladista, e Schreck se viu envolvido tanto com a banda quanto com a organização de convenções sobre quadrinhos. A experiência na organização o levou a ser contratado pela Marvel Comics, onde permaneceu por cerca de um ano, e a fazer amizade com uma miríade de artistas independentes, como Matt Wagner, Gerry Giovinco e Bill Cucinotta. Giovinco e Cuchinatta viriam a fundar a Comico, uma editora independente que lançou inúmeras revistas durante a segunda metade da década de 1980, incluindo a aclamada série Mage, escrita por Wagner, e a proximidade com Schreck fez com que este fosse convidado à trabalhar na editora.
A Comico decretaria falência em 1992, mas à epoca Schreck já havia abandonado a editora - em 1989 ele se mudou para a Califórnia, trabalhando para a empresa Graphitti Designs e no início da década de 1990 ele estava trabalhando para a Dark Horse Comics, onde permaneceria até 1997. Durante o período em que ficou na editora supervisionou a publicação da série Sin City, estabelecendo uma amizade com o escritor Frank Miller que perduraria pelos anos seguintes, e da revista Dark Horse Presents.
Em 1997, Schreck e Joe Nozemack fundaram a editora Oni Press, responsável pelo ingresso do escritor Greg Rucka, até então o autor apenas de romances, no mercado das histórias em quadrinhos. Em 1999, Schreck vendeu sua parte na editora para trabalhar para a DC Comics e passou a supervisionar todas as revistas ligadas ao personagem Batman. O relacionamento com Rucka e Miller fez com que ambos passassem a trabalhar no personagem: Rucka passou a ser a partir daquele mesmo ano o escritor da revista Detective Comics, durante o arco de história "Terra de Ninguém" e Miller escreveu a partir de 2001 The Dark Knight Strikes Again, uma continuação para a aclamada minissérie The Dark Knight Returns, lançada em 1986 Em janeiro de 2009, Schreck foi dispensado. No mesmo ano, ele foi anunciado como "Editor Sênior" da IDW Publishing.

### Vida pessoal
Schreck assumiu-se publicamente como bissexual durante uma palestra realizada em San Diego. Durante uma entrevista ao site americano Comic Book Resources, chegou a declarar que, embora aquela tenha sido uma demonstração significativa, sua orientação sexual nunca fora algo mantido em segredo. Durante cerca de dois anos, Schreck foi casado com a escritora e editora Diana Schutz, que conheceu durante o período em que ambos trabalharam na Comico e com chegou a trabalhar na Dark Horse Comics após se separarem. O casamento dos dois ocorreu em Montreal e após o divórcio ambos mantiveram um relacionamento bastante amigável, trabalhando juntos inúmeras vezes.

## Prêmios e indicações
- 1995:
  - Vencedor do Harvey Award de "Melhor Antologia", por Dark Horse Presents
  - Indicado ao Eisner Award de "Melhor Editor" por Madman, Dark Horse Presents e Rascals in Paradise[11]
  - Indicado ao Eisner Award de "Melhor Antologia", por Dark Horse Presents[11]
- 1997: Vencedor do Harvey Award de "Melhor Antologia" por Dark Horse Presents
- 1998: Vencedor do Harvey Award de "Melhor Antologia" por Dark Horse Presents
- 1999: Por Oni Double Feature:
  - Vencedor do Harvey Awar de "Melhor Antologia"
  - Indicado ao Eisner Award de "Melhor Antologia"[12]
- 2002: Indicado ao Eisner Award de "Melhor Editore" por Batman e Green Arrow